# وزارة العدل (فنلندا)
وزارة العدل (بالفنلندية: oikeusministeriö)، (بالسويدية: justitieministeriet) هي واحدة من 12 وزارة في الحكومة الفنلندية. ويرأسها وزير العدل، وهي مسؤولة عن الحفاظ على الضمانات القانونية اللازمة للتشغيل الناجح للديمقراطية والحقوق الأساسية لسكان فنلندا.
ميزانية الوزارة لعام 2018 هي 940,743,000 يورو. لديها 261 موظفاً.
إن صياغة أكثر القوانين المركزية وسير النظام القضائي وتنفيذ الأحكام هي من اختصاص وزارة العدل. يتم تنفيذ الجمل من قبل وكالة العقوبات الجنائية (بالفنلندية: Rikosseuraamuslaitos)، (بالسويدية: Brottspåföljdsmyndigheten)، التي تدير نظام السجون وإعادة التأهيل في البلاد. قد تشرف وزارة العدل الفنلندية على إقامة العدل في جزر أولاند.

## التنظيم
يرأس وزير العدل (حالياً آنا ماجا هنريكسون) الوزارة وقطاعها الإداري، يساعده في ذلك الأمين الدائم.
يوجد لدى وزارة العدل ثلاث إدارات: إدارة صياغة القانون، إدارة الشؤون القضائية، إدارة السياسة الجنائية.
كما تتواجد وحدات منفصلة عن الإدارات الثلاث المذكورة أعلاه، وهي:
1. وحدة الديمقراطية وشؤون اللغة والحقوق الأساسية
2. وحدة الإعلام والاتصال
3. الوحدة الإدارية
4. وحدة الاقتصاد
5. وحدة إدارة المعلومات
6. وحدة التدقيق الداخلي
7. وحدة دعم الإدارة

### القطاع الإداري
يتكون القطاع الإداري للوزارة من المحاكم ووكالة العقوبات الجنائية وعدة مكاتب ومجالس أخرى هي:
- مركز السجل القانوني
- مكتب أمين المظالم الإفلاس
- مكتب أمين مظالم حماية البيانات
- المجلس الوطني لمنع الجريمة
- هيئة فحص السلامة
- المعهد الأوروبي لمنع الجريمة ومكافحتها (HEUNI ، المنتسب إلى الأمم المتحدة)
- مكتب أمين المظالم للأطفال
- أمين المظالم للمساواة
- مكتب أمين المظالم لعدم التمييز

### الإدارات الثلاث

#### قسم صياغة القانون
مهمة إدارة صياغة القانون هي تعزيز الأهداف والمفهوم التشغيلي لوزارة العدل عن طريق التشريع. الصياغة التشريعية هي إحدى المهام الرئيسية للوزارة.
ويكون القائمون على المسودة مسؤولين عن دورة حياة المشروع بأكملها، بدءاً من العمل الأولي إلى التعليم والمتابعة خلال مرحلة التنفيذ. يتعلق قدر كبير من عمل الإدارة بالتعاون التشريعي داخل الاتحاد الأوروبي وكذلك التعاون الدولي الآخر بالإضافة إلى المشاريع الوطنية.
بالإضافة إلى المشاريع داخل الوزارة والإدارة، تشارك إدارة صياغة القوانين في إعداد مشاريع الوزارات الأخرى والإجابات عن التطوير والإرشاد العام المتعلق بالصياغة التشريعية في الحكومة. واحد من الواجبات المهمة هو الإدلاء ببيانات حول مشاريع القوانين التي تعدها الوزارات الأخرى. تقدم «وحدة الشؤون الدولية العامة والاتحاد الأوروبي» المشورة القانونية في مسائل الاتحاد الأوروبي وتساعد في إدارة الوزارة في الاتحاد وفي المسائل الدولية.
كذلك تقوم وحدة الإدارة المعنية بالتفتيش التشريعي بمراجعة مشاريع القوانين التي تعدها وزارة العدل ومشروع مقترحات المرسوم ذات الأهمية العامة القليلة.

#### قسم الإدارة القضائية
تشارك إدارة الإدارة القضائية في تطوير سياسة الحماية القانونية والتخطيط الإستراتيجي لها. وتتولى الإدارة مسؤولية إدارة الأداء وشروط العمل المسبقة للمحاكم، والمساعدة القانونية، وخدمات الوصاية، ومجلس منازعات المستهلكين، وأمين مظالم الإفلاس، بالإضافة إلى تلك المتعلقة بوظائف السلطة في مركز السجل القانوني. ويشمل ذلك الهياكل الإدارية للمنظمات وعملياتها، وصاحب العمل، وإدارة شؤون الموظفين، وإدارة المرافق، وتدريب الموظفين. الإدارة مسؤولة أيضًا عن الشروط التشغيلية وشروط التنفيذ والتخطيط الاستراتيجي وتوجيه عملياتها.
تستحوذ الإدارة على خدمات تكنولوجيا المعلومات والاتصالات المستقلة قطاعياً في القطاع الخاص بها من مركز السجل القانوني وتقوم باتفاقيات خدمة سنوية خاصة بكل قطاع مع مركز مصادر التعلُّم.
إدارة الشؤون القضائية هي المسؤولة عن صياغة النظام الأساسي داخل قطاعها ولشروط التشغيل المسبقة لمجلس التعيينات القضائية. كما تشارك في التعاون الدولي المتعلق بقطاعها. ترصد الإدارة الاتفاقيات والقوانين المتعلقة بالتعاون في مجال إقامة العدل الدولي وتقوم بوظائف السلطة المركزية للوزارة وفقا لها. توفر وحدة الإدارة الدولية للعدل مكاتب داخل الفرع الإداري للوزارة مع التوجيه والتدريب وتدعمهم في الإعداد اليومي لوثائق المساعدة القانونية.
تقوم الإدارة بتطوير وتعزيز مشاركة الفرع الإداري في إدارة الأزمات المدنية.

#### قسم السياسة الجنائية
تتولى إدارة السياسة الجنائية مسؤولية التخطيط الاستراتيجي وتطوير السياسات الجنائية ومنع الجريمة، بما في ذلك واجبات أمانة «المجلس الوطني لمنع الجريمة»، وتحسين وضع ضحايا الجريمة، وتطوير إجراءات مكافحة الفساد.
الإدارة مسؤولة عن تطوير نظام الجزاءات الجنائية وإعداد التشريعات المتعلقة به، والتوجيه العملي لوكالات الجزاءات الجنائية ودائرة الادعاء العام، ولإعداد وصياغة القوانين المتعلقة بإنفاذ التشريعات المتعلقة بوكالة الجزاءات الجنائية وخدمة الادعاء.
وعلاوة على ذلك، تجيب الإدارة على التعاون الدولي لمنع الجريمة في قطاعها وتنسق أبحاث السياسة القانونية.

### الوحدات المنفصلة

#### وحدة الديمقراطية وشؤون اللغة والحقوق الأساسية
تتولى وحدة الديمقراطية وشؤون اللغة والحقوق الأساسية مسؤولية تعزيز مشاركة المواطنين والواجبات الموكلة إلى وزارة العدل في قانون الانتخابات وقانون الأحزاب السياسية وقانون اللغة. وتشرف الوحدة أيضاً على إنفاذ الواجبات المتعلقة بسياسة الحقوق الأساسية وتخطيطها ورصدها، فضلاً عن الاستقلال الذاتي الثقافي لشعب سامي وتنسيق مسائل سامي.
في بداية عام 2015، تم نقل الواجبات الوطنية والدولية المتعلقة بتعزيز المساواة وعدم التمييز وفقا لقانون عدم التمييز الجديد، إلى جانب المجلس الاستشاري للعلاقات الإثنية وجميع المشاريع الجارية المتعلقة بالواجبات، من وزارة الداخلية إلى وحدة الديمقراطية وشؤون اللغة والحقوق الأساسية في وزارة العدل.
وكان من بين الممثلين والهيئات الأخرى المتأثرة بالإصلاح أمين المظالم المعني بالمساواة والمحكمة الوطنية المعنية بالتمييز والمساواة، وأمين المظالم المعني بالأطفال وأمين مظالم عدم التمييز، حيث نقلوا إلى وزارة العدل ووضعوا تحت إشراف الأداء للوحدة. للديمقراطية وشؤون اللغة والحقوق الأساسية.

#### وحدة الإعلام والاتصالات
وحدة الإعلام والاتصال مسؤولة عن إدارة وتطوير الاتصالات الخارجية لوزارة العدل. تهدف وحدة الإعلام والاتصال إلى دعم عمل الوزارة وتعزيز أهداف السياسة القانونية.

#### وحدة إدارية
الوحدة الإدارية مسؤولة عن إدارة شؤون الموظفين والإدارة العامة، باستثناء المهام التي تديرها إدارات أو وحدات أخرى والواجبات التي نُقلت إلى إدارة الإدارة الحكومية في 1 مارس 2015. كما تعتني الوحدة ببعض المهام المنفصلة، مثل معالجة طلبات العفو والحفاظ على قاعدة البيانات التشريعية الإلكترونية، ونشر كتاب النظام الأساسي لفنلندا.

#### وحدة الاقتصاد
وحدة الاقتصاد هي المسئولة عن التوجيه العام والإعداد والتطوير لعمليات ومالية الفرع الإداري لوزارة العدل، وأحد مهامها المركزية هو إعداد ميزانية الفرع الإداري للوزارة.

#### وحدة إدارة المعلومات
تدعم وحدة إدارة المعلومات إدارة وتطوير عمليات الوزارة والوحدات الإدارية التابعة لها وتشرف على خدمات إدارة المعلومات المشتركة. الوحدة مسؤولة عن توحيد إدارة أداء مركز السجل القانوني، لمهام إدارة الأداء المتعلقة بوظائف نظام بيانات مركز السجل القانوني، وكذلك للحصول على خدمات تكنولوجيا المعلومات في الفرع الإداري التي لا تقتصر على قطاع معينة.

#### وحدة المراجعة الداخلية
تدعم وحدة التدقيق الداخلي إدارة الوزارة في تطوير الرقابة الداخلية وتوفر معلومات حول مدى كفاية وكفاية الرقابة الداخلية داخل الفرع الإداري.

#### الدعم الإداري
يقوم قسم الدعم الإداري بمساعدة إدارة الوزارة في الإعداد الإستراتيجي وتطوير أنظمة الإدارة بالوزارة ومسئول عن الأعمال التحضيرية ووظائف السكرتارية المتعلقة باجتماعات أعضاء مجلس الإدارة.

## وصلات خارجية
- الموقع الرسمي لوزارة العدل
- النظام القضائي في فنلندا
- Finlex Data Bank